# Anna Christie (teatro)
Anna Christie è un'opera teatrale del drammaturgo statunitense Eugene O'Neill, che valse all'autore il primo dei suoi quattro Premi Pulitzer per la Drammaturgia.
La piece è stata adattata per il cinema tre volte:
- Anna Christie, film muto di John Griffith Wray, 1923
- Anna Christie, di Clarence Brown, 1930, con Greta Garbo
- Anna Christie, di Jacques Feyder, 1931, versione tedesca del precedente con altri attori, ma sempre con Greta Garbo

## Trama

### Primo atto
Il vecchio capitano Chris C. Christopherson è appena sbarcato dalla sua chiatta di carbone e si trova alla taverna gestita da Johnny the Priest. Il capitano ha ricevuto una lettera dalla figlia Anna, che non vede da quando aveva cinque anni, e che entra nel locale mentre vi si trova anche Chris. Il capitano è felice di vedere la giovane donna e non nota lo sfinimento della figlia: le offre di venire a vivere con lui sulla chiatta e la ragazza accetta-

### Secondo atto
I marinai della chiatta salvano Mat Burke e altri quattro naufraghi. Mat è rude ed esuberante, ma riesce comunque a far breccia nel cuore di Anna.

### Terzo atto
Mat vuole sposare Anna ma Chris rifiuta, perché non vuole che la figlia stia con un marinaio. La donna si infuria, rivendica la propria indipendenza e racconta la sua triste storia: è stata violentata dai parenti della madre mentre viveva in Minnesota e lavorava come prostituta a New York prima di ricongiungersi con il padre. Mat, furioso, se ne va e anche Chris si allontana.

### Quarto atto
Mat e Chris ritornano. Anna perdona il padre per essere stata una figura assente nella sua vita e Mat perdona ad Anna il suo passato purché giuri di smettere con la prostituzione. Chris acconsente al matrimonio e scopre che lui e Mat hanno firmato un contratto per la stessa chiatta, che salperà per il Sudafrica il mattino seguente. Entrambi giurano che torneranno da lei.

## Produzioni

### Prime internazionali
O'Neill cominciò a scrivere la piece nel gennaio 1919 e in essa Chris Christopherson non solo dava il titolo all'opera, ma ricopriva anche un ruolo più importante e positivo nella trama. Completamente revisionata nei successivi due anni, Anna Christie debuttò a Broadway il 2 novembre 1921 e rimase in scena per 177 repliche. La piece vinse il Premio Pulitzer per la Drammaturgia.
La prima londinese avvenne nel 1923 allo Strand Theatre (oggi Novello) e fu la prima volta che un'opera di O'Neill andò in scena su un palco inglese. Anna Christie fu un grande successo di pubblico e critica.
Il 20 gennaio 1931 Anna Christie debuttò in Spagna, al Teatro Fontalba di Madrid, con Lola Membrives nel ruolo di Anna.
Il 28 maggio 1939 Anna Christie debuttò al Teatro delle Arti di Roma, con Anna Magnani nel ruolo di Anna.

### Altre produzioni
- Lyceum Theatre, New York, 1952: Celeste Holm (Anna), Kevin McCarthy, Arthur O'Connell. Regia di Michael Gordon.
- Imperial Theatre, New York, 1977: Liv Ullmann (Anna), Robert Donley, John Lithgow, Mary McCarty. Regia di José Quintero.
- Criterion Center Stage Right, New York, 1993: Natasha Richardson (Anna), Liam Neeson, Anne Meara, Rip Torn. Regia di David Leveaux.
- Donmar Warehouse, Londra, 2011: Ruth Wilson (Anna), Jude Law, David Hayman.[4]